# L'avenir commence demain
L'avenir commence demain (titre original : Nine Tomorrows) est un recueil de onze nouvelles et poèmes de science-fiction d'Isaac Asimov paru en 1959. Il s'agit donc d'un ensemble de nouvelles publiées dans la première période SF de son auteur. Le recueil parait pour la première fois en France chez Presses Pocket en 1978. Le recueil est surtout célèbre pour ses deux dernières nouvelles, L'Ultime Question, fable où l'auteur se demande si l'entropie de l'univers peut être inversée, et L'Affreux Petit Garçon, une des nouvelles favorites d'Asimov lui-même. Plusieurs des nouvelles parues dans ce tome furent rééditées en français dans un autre recueil de nouvelles d'Isaac Asimov, Le Robot qui rêvait, paru chez J'ai lu en 1989.

## Nouvelles
- C'est si facile, voyez-vous ! ((en) I Just Make Them Up, See!, 1958) [poème][1]
- Tous les ennuis du monde ((en) All the Troubles of the World, 1958)[2]
- Profession ((en) Profession, 1957)[3]
- Sept fois neuf... ((en) The Feeling of Power, 1958)[4]
- La Nuit et la Mort ((en) The Dying Night, 1956)[5]
- Je suis à Port-Mars sans Hilda ((en) I'm in Marsport without Hilda, 1957)[6]
- Aimables Vautours ((en) The Gentle Vultures, 1957)[7]
- Avec un S ((en) Spell my name with an S, 1958)[8]
- L'Ultime Question ((en) The Last Question, 1956)[9]
- L'Affreux Petit Garçon ((en) The Ugly Little Boy, 1958)[10]
- Notifications de rejet ((en) Rejection Slips, 1959) [poème][11]